# جورج الكسندر (مغني)
جورج الكسندر (بالإنجليزية: George Alexander)‏ هو مغني أمريكي، ولد في 9 يوليو 1867 في بالتيمور في الولايات المتحدة، وتوفي في 2 مارس 1913.